# セカンダリー・バージニティ
セカンダリー・バージニティはおもにアメリカ合衆国の純潔運動、純潔キャンペーンにおいて、過去に純潔を失ったものが「結婚するまで性交渉をしない」と再び誓いを立て、処女を守っていた時の気持ちに立ち返り、再び純潔を守り抜く気持ちになろうとする事を言う。
誓いを立てた者本人はセカンド・バージンと呼ぶ。